# 하이게이트 묘지
하이게이트 묘지(영어: Highgate Cemetery)는 건축가 스티븐 기어리(Stephen Geary)가 설계한 영국 런던 북부에 있는 공동묘지이다. 서쪽과 동쪽에 걸쳐 약 53,000개의 무덤에 약 170,000명이 묻혀 있다. 하이게이트 묘지는 일부 유명인들이 묻힌 것으로 유명하지만 사실상 자연보전지역으로도 유명하다. 하이게이트 묘지는 역사 공원 및 정원 등록부에 1등급으로 지정되어 있다.

## 위치
하이게이트 묘지는 런던 캠던구의 워털로 공원 옆, 하이게이트 N6에 위치해 있으며 스웨인스 레인(Swain's Lane)을 기준으로 양쪽으로 나뉘어 있다. 정문은 오크숏 애비뉴 북쪽에 있는 스웨인스 레인에 있다. 체스터 로드쪽으로는 사용하지 않는 폐쇄된 문이 있다. 하이게이트 묘지로 가는 가장 가까운 대중교통(런던 교통국)은 C11버스, 브룩필드 파크 정류장, 아치웨이 지하철역이다.